# Kerkhof van Gonnehem
Het Kerkhof van Gonnehem is een gemeentelijke begraafplaats in het Franse dorp Gonnehem in het Noorderdepartement. Het kerkhof ligt in het dorpscentrum rond de Église Saint-Pierre. Voor de kerk staat aan de straatzijde een gedenkteken voor de gesneuvelde dorpsgenoten uit de Eerste en Tweede Wereldoorlog. 

## Britse oorlogsgraven
Op het kerkhof liggen vijf Britse gesneuvelde militairen uit de Eerste Wereldoorlog. Het zijn de graven van de onderluitenants William Eric Price (Royal Sussex Regiment) en Tom Dixon Stocks (Duke of Wellington's (West Riding Regiment)), korporaal Thomas Bishop en soldaat William Stanley Leonard (Royal Warwickshire Regiment) en George Henry Jarvis (Royal Army Medical Corps). Laatstgenoemde werd onderscheiden met de Military Medal (MM). De graven worden door de gemeente onderhouden en staan bij de Commonwealth War Graves Commission geregistreerd onder Gonnehem Churchyard.
Op 380 m ten westen van de kerk ligt de Gonnehem British Cemetery.